# Nikita Lobintsev
Nikita Konstantinovitj Lobintsev (ryska: Никита Константинович Лобинцев) född 21 november 1988 i Sverdlovsk i Ryska SFSR i Sovjetunionen (nu Jekaterinburg i Ryssland), är en rysk elitsimmare. Lobintsev simmar främst frisim. Han var med och vann silvermedaljen på 4 x 200 m frisim vid Olympiska sommarspelen 2008 i Peking.